# Venus fra Galgenberg
Venus fra Galgenberg er en lille kvindestatuette af grøn serpentin, der er mere end 30.000 år gammel. Den er fundet i delstaten Niederösterreich i Østrig.
Den blev fundet i forbindelse med udgravningerne af en boplads fra den ældre stenalder den 23. august 1988. Figuren blev fundet ved Galgenberg ved Stratzing ikke langt fra den noget yngre figur Venus fra Willendorf.
Den er kun 7,2 cm stor og vejer 10 g. Bagsiden er flad, mens forsiden er formet og viser en dansende holdning. Figuren fik derfor hurtigt kælenavnet: "Fanny – den dansende Venus fra Galgenberg" som hentyder til den berømte danserinde Fanny Elßler. Da fremstillingen imidlertid ikke er ganske tydelig, bliver figuren også tolket som en jæger med en kølle.
Figuren, der hører til blandt verdens hidtil ældste fund af denne art, kan ses i Weinstadtmuseum i Krems an der Donau.

## Ekstern henvisning
Billede af Venus vom Galgenberg Arkiveret 20. februar 2008 hos  Wayback Machine
|  | Denne artikel kan blive bedre, hvis der indsættes geografiske koordinater Denne artikel omhandler et emne, som har en geografisk lokation. Du kan hjælpe ved at indsætte koordinater i wikidata. |